# Еребуні
Еребуні (Ірпуні, Ірепуні, урарт.  URU  er-bu-ú-ni ) — древнє місто держави Урарту, руїни якого розташовані на пагорбі Арін-Берд на околиці сучасного Єревана в  Вірменії. Еребуні був побудований  царем Урарту Аргішті I в 782 році до н. е. як опорний пункт для закріплення урартів в  долині Арарату. У зв'язку з тим, що Еребуні розташовувався у безпосередній близькості від Єревану, а також завдяки можливому  етимологічному зв'язку слів «Еребуні» та «Єреван», Еребуні часто ототожнюють з Єреваном, вважаючи 782 рік до н. е. роком заснування Єревану, попри те, що немає даних, що вказують на існування значимого поселення на місці Єревану в період з IV століття до н. е. по III століття н. е.

## Історія вивчення
Вперше пагорб Арін-Берд привернув увагу вчених в 1894 році, коли російський вчений  О. А. Іванівський придбав у  мешканця околичного села Чолмакчі (нині район Єревану Старий Норк) камінь з  урартським клинописом. Місцевий житель, Папак Тер-Аветістов, стверджував, що знайшов його в 1879 році у  горбах Арін-Берд. Малюнок і приблизний переклад напису були незабаром опубліковані  М. В. Нікольський . Напис на камені повідомляв, що на цьому місці урартський цар Аргішті I 
збудував зерносховище «ємністю 10 100 Капі». Однак протягом тривалого періоду часу пагорб залишився без уваги археологів і тільки в 1947 році  археологічна експедиція під керівництвом  Б. Б. Піотровського, що займалася в Єревані розкопками Кармір-Блура, провела на пагорбі розвідувальні роботи. У 1950 році ця ж археологічна експедиція започатковує на пагорбі систематичні археологічні розкопки . 

### Ототожнення урартського Еребуні з руїнами на Арін-Берд
25 жовтня 1950 року під час розвідувальних робіт вірменський вчений  К. Л. Оганесян виявив два базальтових камені, вкриті клинописом. Один з цих каменів повідомляв про будівництво зерносховища урартським царем Сардурі II, а другий приписував побудову фортеці Еребуні цареві Аргішті I. Після цієї знахідки з'явилася гіпотеза про те, що пагорб Арін-Берд приховує руїни стародавнього Еребуні, і з 1952 року на нагір'ї продовжувалися археологічні розкопки, що проводяться спільно вже двома археологічними експедиціями: Інститутом археології та етнографії АН Вірменської РСР та  Державним музеєм образотворчих мистецтв ім. Пушкіна під спільним науковим керівництвом  Б. Б. Піотровський. У зв'язку з тим, що багато предметів з написом «Еребуні» були виявлені при розкопках сусіднього Тейшебаіні, ще деякий час залишалися сумніви, чи дійсно Еребуні знаходився на пагорбах Арін-Берд: існувала можливість, що табличка, виявлена Оганесяном в 1950 році, потрапила на пагорб випадково. Через 8 років, в 1958 році, сумніви остаточно розв'язались, і гіпотеза отримала остаточне підтвердження: під час археологічних розкопок, ще один напис Аргішті I про заснування Еребуні був виявлений недоторканим, на камені, що закладений в древню стіну. Таким чином, з 1958 року Еребуні було остаточно локалізовано на пагорбі Арін-Берд  .
| |                                                                 |
| Знахідка 1950 року | Знахідка 1958 року (зберігається в" Музеї Еребуні ", в Єревані) |
| Переклад написів: величчю бога Халді Аргішті, син Менуа, цю могутню фортецю побудував; встановив їй ім'я Еребуні для могутності країни Біайні і для залякування ворожої країни. Земля була пустельною, могутні справи я тут зробив. Величчю бога Халді Аргішті, син Менуа, цар могутній, цар країни Біайні, правитель міста Тушпи . |                                                                 |

### Питання взаємозв'язку Еребуні і Єревану
Прочитання назви також довго викликало сумніви дослідників. Первісну назву урартського міста читали Ірпуні, Ірепуні, Ірбуні і навіть Сабуні. Тільки після того, як остаточно було встановлено, що ряд предметів Еребуні були перевезені в Тейшебаїні, а також після знахідки в Тейшебаїні щита царя Агрішті I з написанням слова «Еребуні», що викликає значно менше сумнівів у правильності прочитання, остаточно устоялось прочитання «Еребуні», а також отримали наукову основу припущення про етимологічний зв'язок між словами «Еребуні» та «Єреван», вперше  висловлені Г. Р. Капанцяном у популярній літературі Для остаточного прояснення питання зіставлення Єревану і Еребуні не вистачає наукових даних : після  ахеменідського періоду Еребуні (тобто з IV століття до н. е.) і до III століття н. е., коли з'являються явні ознаки вірменської культури, в історії регіону спостерігається семисотрічний  пропуск, пов'язаний з відсутністю будь-яких письмових даних або значущих об'єктів матеріальної культури. Тим не менше всередині Вірменії впевнено, за  її межами обережніше, вчені допускають таке  етимологічне зіставлення. Словами академіка Піотровського : «Можливо, що навіть у назві столиці Вірменської РСР міста Єревану продовжує жити урартська назва міста Еребуні … Слід зауважити, що зіставлення древніх урартських назв з середньовічними і сучасними, проведені без  достатнього обґрунтування, можуть ввести дослідників в оману.».

### Інші результати археологічних розкопок
Археологічні розкопки, що тривають з 1950 року у фортеці, принесли чимало цінних знахідок і внесли великий внесок у вивчення держави Урарту. На  пагорбі таким чином було виявлено 23 клинописні таблички царів Аргішті I, Сардурі II і  Руси III. Предметів матеріальної культури на пагорбі Еребуні було виявлено небагато, що головним чином пов'язується з тим, що в середині  VI століття до н. е. урарти залишили Еребуні  без бою і вивезли все цінне в сусідній Тейшебаіні . Крім цього міські будівлі Еребуні розташовувалися в основному на схід  від пагорба, і, на жаль, велика частина цих будівель була зруйнована під час інтенсивного будівництва селищ Нор-Ареш і Вардашен на околицях  Єревану . Ця зона була оголошена заповідником лише 1952 року. Розкопки фортеці продовжувалися до 1958 року, розкопки міських кварталів почалися 1968 року. В наш час[коли?] обидва селища і пагорб Арін-Берд вже стали частиною Єревану. На самому пагорбі Арін-Берд влаштований Музей «Еребуні», в який у свою чергу наповнений в основному предметами матеріальної культури, що  привезені «назад» із розкопок сусіднього Тейшебаіні. 
Розкопки міських кварталів, що розташовані неподалік від гори, потроху тривають і досі, за участю вірменських і західних археологів.

## Історія Еребуні

### Заснування міста (782 рік до н.е.)
Як відомо з клинописних табличок Аргішті I і його літопису, що збереглися в столиці Урарту —  Тушпі, Еребуні був заснований в 782 році до н. е. У цей період Урарту переживала свій розквіт і була наймогутнішою державою  Передньої Азії. Аргішті I був заклопотаний розширенням кордонів своєї держави та зміцненням економічного благополуччя. Долина Арарату при штучному зрошенні, яким досконало володіли урарти, мала вкрай сприятливі умови для сільського господарства, і тому являла собою привабливу територію для урартської експансії.
Місцеве населення (по літописах — країна Аза) чинило урартам опір, і як опорний пункт для подальшої експансії Аргішті I заснував нове місто-фортецю Еребуні.
| Переклад уривка: величчю бога Халді я виступив в похід на країну Хаті … За велінням бога Халді Аргішті, син Менуа, каже: місто Ірпуні я збудував для могутності країни Біаінілі і для упокорення ворожої країни. Земля була пустельною; нічого не було там побудовано. Могутні справи я там зробив. 6 тисяч 600 воїнів країн Хаті та Цупані я там взяв в облогу . |

#### Національний склад і релігія Еребуні
Літопис Аргішті I розповідає про заселення Еребуні полоненими із країни  Хаті. Крім цього один з храмів, що знаходиться в фортеці, (так званий храм «Сусі» ) був оснащений незвичайною написом Аргішті I, який згадував божество «Іварша», що ніколи більше в урартських текстах не зустрічається.
|  | Переклад напису: Богу Іварша цей будинок Сусі Аргішті, син Менуа, побудував, Аргішті говорить: земля в цьому місці була пустельною, нічого там не було побудовано. Аргішті, цар могутній, цар великий, цар країни Біайнілі, правитель Тушпа-міста . |

На підставі цих даних вчені висловили припущення, що бог «Іварша» — це  хеті-лувійське божество Іммаршіа, що згадується в  хеттських клинописних написах  Богазкея, а храм «Сусі» був побудований для воїнів-переселенців з країн  Хаті  і Цупані . Недостатність даних для цієї аргументації породило альтернативну теорію про те, що храм «Сусі» був побудований для божества місцевого населення  Араратської долини, в урартських текстах, так званих жителів країни Аза . Хоча питання про Божество Іварша залишається відкритим, вчені сходяться на думці, що склад населення Еребуні з моменту заснування був багатонаціональний  .
У фортеці також, ймовірно з самого заснування Еребуні, існував храм бога Халді, головного бога Урарту. Цей храм займав значно більшу площу, ніж храм «Сусі», і був головним храмом Еребуні. У заключний  ахеменідський період життя Еребуні обидва храму були розширені і перебудовані в перські святині. Храм «Сусі» був перероблений в «Храм вогню», а храм бога Халді в Перській  ападану  .
| | |
| Фундамент урартського храму «Сусі» і (на передньому плані) уламки пізнішого перського «храму вогню». З обох боків входу в храм «Сусі» збереглися урартські клинописи царя Аргішті I. | Відновлена стіна храму бога Халді с настінними розписами та елементами перистилю. Основи колон на передньому плані — Залишки Перській ападани. |

### Розквіт Еребуні (782—735 роки до н.е.)
Заснування міста Еребуні досягла своєї мети: урарти успішно облаштувалися в  долині Арарату. Перші шість років Еребуні залишався єдиним урартським містом в Араратській долині, але в 776 році до н. е. Аргішті I засновує Аргіштіхінілі — ще одне велике місто неподалік від сучасного  Армавіру. Облаштування Аргіштіхінілі переконує, що це місто вирішувало переважно господарські, а не військові задачі. Таким чином, уже через шість років після заснування Еребуні урарти міцно закріпилися в долині Арарату і пожинали плоди своїх господарських дій. Канали, прокладені Аргішті I забезпечили землям необхідне зрошення, і родючі землі долини приносила багаті врожаї. У період з 782 по 735 роки до н. е. за часів царювання Аргішті I та його сина Сардурі II було збудовано кілька великих зерносховищ в Еребуні. Подібне будівництво в сусідньому Аргіштіхінілі було ще масштабнішим, а за Еребуні зберігалася військова влада і сила в регіоні .
|                                                                                         |  | |
| Переклад написів: Аргішті, син Менуа, це зерносховищі заповнив; тут 10 тисяч 100 Капі . |  | Переклад напису: Величчю бога Халді Сардурі, син Аргішті, це зерносховище наповнив; 10 тисяч 100 Капі тут . |

### Занепад Еребуні (735—600 рік до н.е.)
Безхмарний період існування Еребуні закінчився із початком заходу сонця Урарту. У 735 році до н. е. Сардурі II на протилежному від Еребуні західному кінці країни зазнав поразки від  ассирійського царя  Тіглатпаласара III. Ця поразка виявилася переломною в історії Урарту. Приблизно з 735 року до н. е. Урарту поступово втрачає свою могутність і свої володіння. Хоча армії  Ассирії, вічного суперника Урарту, ніколи не проникали в урартські володіння в Закавказзі, наступні роки протистояння з Асирією сильно послабили урартську армію. З іншого боку вже з часу царювання сина Сардурі II  Руси I, почастішали напади  кімерійців з північного сходу урартських володінь на  долину Арарату. В результаті господарська діяльність в Араратській долині припинила свій спокійний і мирний розвиток, і були проведені адміністративні реформи, що загальмували розвиток і змінили статус Еребуні і сусіднього Аргіштіхінілі .
Тим не менш, обидва міста продовжували існувати, принаймні, до падіння Ассирії (609 рік до н. е.) та часу правління  Руси III, сина  Ерімени (період правління ок. 605—595 рр. до н. е.). Позиції Урарту в колишньому центрі країни, в районі  озера Ван, при Русі III сильно похитнулися, і урартський адміністративний центр вимушено змістився в Закавказзя. Ці події ненадовго вдихнули нове життя в Еребуні, збереглися навіть написи Руси III про будівництво нових зерносховищ в Аргіштіхілі і в Еребуні.
|  | Переклад напису: … Руса, син Ерміни, це зерносховищі наповнив. Тут 6848 Капі зерна . |

Однак невдовзі, після недовгого періоду відродження, урартська армія без бою залишає Еребуні і столицею все слабкішої Урарту стає інше урартське місто  Закавказзя, Тейшебаіні . Археологи, що проводили розкопки, не виявили ні урартського культурного шару в фортеці Еребуні, ні слідів пожежі або інших військових руйнувань . З іншого боку, при розкопках Тейшебаіні було виявлено багато предметів, які раніше зберігалися в Еребуні. Урартська історія Еребуні на цьому закінчується, а через короткий час, втративши військову підтримку Еребуні, гине Аргіштіхінілі
, а потім узятий штурмом і спалений Тейшебаіні, і  Урартська держава перестає існувати.

### Ахеменідськийперіод в історії фортеці (V—VI ст. до н.е.)
Ймовірно, що той факт, що урарти залишили Еребуні без бою, дозволив зберегти фортецю для наступних її мешканців . Згідно з археологічними знахідками в V—VI ст. до н. е. частина будівель фортеці піддалася перебудові, на території фортеці з'явився храм перського зразка . Крім цього, археологи виявили на території фортеці срібні вироби пост урартського періоду, а в 1956  році були виявлені дві монети мілет ського карбування IV століття до н. е. Крім цього в верхньому культурному шарі фортеці були виявлені залізні кінські вудилища, ймовірно, іранського походження . Ці дані і знахідки говорять про те, що в Еребуні за часів  Ахеменідів ще тривало життя. У цей період, територія, де знаходився Еребуні, вже іноді називалася «Вірменією» і в  грецьких і  перських джерелах, але була поділена між 13 і 18 сатрапами Імперії Ахеменідів. Учені припускають, що Еребуні ще принаймні протягом століття після падіння Урарту використовувалася як опорний пункт  Імперії Ахеменідів.
Після IV століття до н. е. життя у фортеці Еребуні остаточно завмирає  .
|  |  |  |  | Срібні рітони Ахеменідської епохи поєднують елементи східного давньогрецького і урартського мистецтва . |

## Облаштування міста
Місто Еребуні складалося із  цитаделі, що розташована на вершині пагорба Арін-Берд, а також із міських кварталів, розташованих у підніжжя пагорбу. Загальна площа території міста становила 200 га . Крім цього, на вершинах двох сусідніх невеликих пагорбів археологи виявили залишки урартської кераміки, тому можливо, що їх вершини також входили до складу стародавнього міста . На превеликий жаль, можлива територія розташування міських кварталів до середини XX століття була включена до складу передмість Єревану й інтенсивно забудовувалась, а тому погано збереглася для археологів . Разом із цим дослідники відзначають, що на відміну від інших урартських міст  Закавказзя (Тейшебаіні, Аргіштіхінілі) фортеця Еребуні не була призначена для тісної інтеграції із міськими будівлями, що, ймовірно, викликано її початковим військовим призначенням . Учені вважають, що місце розташування Еребуні було обумовлено виключно військово-стратегічними міркуваннями: з пагорба Арін-Берд добре проглядаються як долина Арарату, так і більшість доріг, що проходять у регіоні .

### Устрій фортеці
Фортеця (цитадель) Еребуні мала трикутну форму і займала вершину пагорба Арін-Берд висотою близько 65 метрів. При будівництві фортеці верхівка пагорба була штучно вирівняна. Загальна площа цитаделі становила близько 8 гектарів. Фундамент фортеці був споруджений із базальтових брил, складених на вирівняну скелю, яка складає основу пагорба. Єдиний під'їзд до фортеці розташовувався у її південно-східній частині, інші схили Арін-Берда занадто круті. Тут і знаходилися головні ворота фортеці, у фундаменті яких у 1958  році був виявлений напис Аргішті I про заснування Еребуні .
|                                                              | Приміщення урартського періоду: |  |                                                    |
|                                                              |                                 |  | Територія палацу всередині фортеці                 |
|                                                              |                                 |  | Перистиль (внутрішній двір) палацу                 |
|                                                              |                                 |  | Храм «Сусі», побудований Аргішті I для бога Іварша |
|                                                              |                                 |  | « Карасні кімнати» (комори для зберігання вина)    |
|                                                              |                                 |  | Храм бога Халді                                    |
| Приміщення періоду Ахеменідів:                               |                                 |  |                                                    |
| (Частина фортеці була перебудована у VI-V столітті до н. е.) |                                 |  |                                                    |
|                                                              |                                 |  | Ападана                                            |
|                                                              |                                 |  | «Храм Вогню» (перський храм)                       |
| координатні (сірі) лінії проведені через кожні 50 метрів.    |                                 |  |                                                    |

#### Внутрішні приміщення фортеці
У фортеці виділяється Двірцева частина, розташована ліворуч від головних воріт. Палац Еребуні перебував із південно-західної сторони фортеці (з видом на гору  Арарат) і, ймовірно, регулярно використовувався  царями Урарту. На території палацової частини знаходився храм «Сусі» перистильний дворик, господарські приміщення, які включали дві винні комори, заповнені  карасами .
Праворуч від головних воріт знаходився внутрішній двір фортеці розміром 14 × 17 метрів і примикаючий до нього храм бога Халді. До складу храму входила Колонада і багаторівневе приміщення баштового типу, що нагадує маленький зикурат. В інших секціях фортеці розташовувалися зерносховища, інші господарські приміщення, а також житла військового гарнізону, охорони фортеці. Як і в інших урартських містах, у Еребуні перебували кілька  винних комор, найбільша із яких розміром 13 × 38 метрів вміщала 100 винних  карасів. Загальна ємність винних комор Еребуні становила, за різними оцінками, від 750 до 1750 літрів .
В  ахеменідський період храм «Сусі» і храм бога Халді були перебудовані в  перські споруди: «Храм Вогню» та «Ападану» відповідно, названі так археологами Еребуні за схожість з однойменними перськими будівлями в  Сузах і Персеполісі .

#### Архітектура фортеці
Зовнішній фортечний мур був побудований зі складеного із базальтових брил (іноді як камені фундаменту використовувався також туф) цоколю висотою 2 метри і стіни, складеної із цегли-сирцю, заввишки близько 7 метрів. Фортечна стіна була посилена через кожні 8 метрів  контрфорсами п'ятиметрової ширини. У деяких місцях загальна висота стін сягала 12 метрів. Для скріплення каменів і сирцевої цегли використовувався глиняний розчин. Навколо фортечних стін із зовнішньої сторони був зроблений підмісток, що додатково зміцнює фундамент та дозволяє охоронцям робити обходи фортеці .
|                                                         |                                        | |
| Фундамент зовнішньої стіни з виступаючими контрфорсами. | Зберігся підмісток на південній стіні. | Структура стіни: кам'яна основа, вище стіна з цегли-сирцю. (За минулі століття стіна з цегли перетворилася в глиняну масу, де лише проглядаються обриси давньої кладки.) |

Фундаменти стін у основі своїй не мали розширення, як у пізніших урартських будівель, наприклад, в Тейшебаіні. Цеглини виготовлялися з глини з додаванням (для міцності) мілкопорубаної  соломи, аналогічно іншим урартським і  месопотамським спорудам. Цегляна кладка ретельно перев'язується, для цього використовувалися цеглини двох розмірів: прямокутні 32,3 × 47,4 × 12,5 см і квадратні 47,4 × 47,4 × 12,5 см. Для кладки використовувався глиняний розчин. Стіни були оштукатурени глиною з домішкою мілкопорубаної соломи .
Підлога в більшості приміщень влаштована на скельній основі, вирівняна  стяжкою з глиняної маси товщиною 8-9 см. Поверх стяжки був покладений шар цегли, поверх якого в багатьох приміщеннях був покладений шар дерева, що нагадує сучасний паркет. Перекриття головним чином були виготовлені з дерева, лише в деяких випадках були використані  арки з цегли.
Нижня частина внутрішніх приміщень фортеці була також складена упереміш із базальтових і туфових каменів, верхня — із сирцевої цегли. Археологічні розкопки встановили, що як дверні балки використовувався товстий дерев'яний брус, двері були дерев'яні та масивні завтовшки 12 см, дах складався з дерев'яних балок переплетених очеретом .
| | |                                          |
| Перекриття дверей внутрішнього приміщення, виконане з дерев'яного брусу. Реконструкція за матеріалами археологічних розкопок. | Дах внутрішнього приміщення: дерев'яні балки, вкриті очеретом. Реконструкція за матеріалами археологічних розкопок. | Кам'яні сходи в господарські приміщення. |

#### Архітектура храмів
Архітектура храмів бога Халді та храму «Сусі» в Еребуні відрізняється від архітектури  цитаделі і по-своєму цікава.

##### Храм бога Халді
Храм бога Халді у Еребуні примітний тим, що є найбільшою, хоча б частково збереженою урартською храмовою спорудою . Храм бога Халді був закладений Аргішті I, про що свідчить виявлена в 1968 році частково збережена  клинописна табличка. Храм складався з чотирьох частин: підсобної кімнати 7,2 × 7,2 м, великого залу 7,2 × 37,0 м, квадратної вежі зі сходами і перистильного П-подібного двору. Підлога великого залу, на відміну від інших приміщень, була викладена з дерев'яних дощечок, що нагадують паркет. Перистильний двір храму — унікальна для урартської архітектури споруда, хоча типова для архітектури інших давньосхідних культур. Дах двору підтримували 12 колон, під підлогою, вимощеною дрібною бруківкою, була обладнана система відводу стічних вод. Вежа із сходами віддалено нагадувала невеликий  месопотамський зикурат , весь храм був орієнтований по діагоналі до сторін світу, що також узгоджується із месопотамською традицією. Стіни храму були розписані настінними малюнками, переважно на блакитному фоні. В  ахеменідський період половина храму бога Халді використовувалася для господарських потреб, а інша половина стала частиною великої  ападани.

##### Архітектура храму «Сусі»
Храм «Сусі» являв собою прямокутне приміщення з внутрішніми розмірами 5,05 × 8,08 м, зовнішніми 10,00 × 13,45 м, площею 40 кв. метрів, і був очевидно призначений лише для невеликого числа відвідувачів. Храм був розташований строго по діагоналях до сторін світу, що характерно для храмів  Месопотамії. В глибині приміщення був розташований жертовник. Освітлювався храм через верхній отвір, який також використовувався для відводу диму від жертовного вогнища. Внутрішні стіни храму були прикрашені настінними розписами. У храмі був один дверний проріз, по обидва боки якого залишилися клинописні написи царя Аргішті I про закладку споруди. Фундамент храму виконаний з більш великих і ретельніше витесаних блоків, ніж інші фундаменти
Еребуні, що архітектурно зближує його з урартськими фортецями на північному березі  озера Ван. У зв'язку з цим, вчені припускають, що храм можливо споруджувався за допомогою неурартського населення Еребуні (або, більш ймовірно, за допомогою переселенців з країни Хаті, або за участю місцевого населення країни «Аза»). В  ахеменідський період храм був перебудований у  перський храм .
|                                                               |                                                               |                     |
| Фрагмент перистильного двору храму бога Халді, реконструкція. | Зображення бога Халді, настінний розпис храму, реконструкція. | Вхід в храм «Сусі». |

#### Монументальний розпис
Вочевидь, завдяки тому, що урарти залишили Еребуні без бою, саме в цьому місці найкраще збереглися монументальні внутрішні розписи стін, сліди яких були виявлені археологами майже у всіх урартських містах . Перші розписи були виявлені в перший рік розкопок, в 1950 році, в храмі бога Халді. Після цього археологи, дослідивши Еребуні, проробили велику роботу по збереженню впавших шматків стін і штукатурки із фрагментами розписів і їх консервації. Урартська технологія фарбування зберегла до наших днів яскраву гаму фарб настінних розписів. Вцілілі оригінальні фрагменти розписів зберігаються в музеях Вірменії, в основному в  Історичному музеї Вірменії. В  музеї «Еребуні», на руїнах самого Еребуні і в інших музеях також виставлені численні копії та реконструкції цих розписів.
|  |  |  |
|  |  |  |

## Водопостачання міста

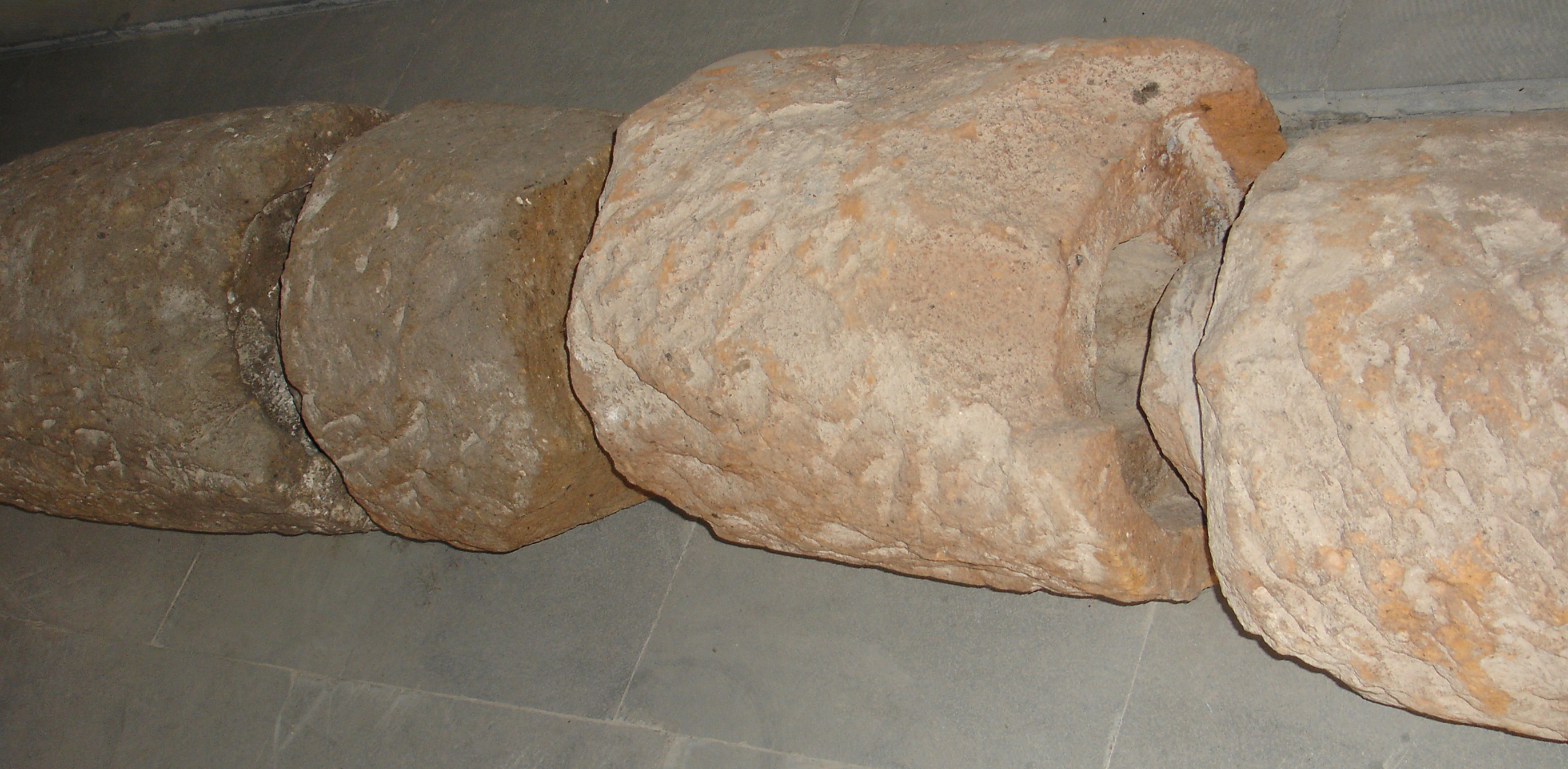
Фрагмент кам'яного водопроводу Еребуні

Як і в інших урартських фортецях, у фортеці Еребуні були ретельно продумані і організовані системи водопостачання та водовідведення. Водопостачання фортеці забезпечував підземний самопливний водопровід із круглих кам'яних  труб, що стикуються одна із одною. Зовнішній діаметр труб становив 40 см, внутрішній 10 см, стики між ними латались глиною. Джерелом води для водоводу, ймовірно, були джерела  Гарнійських гір, розташовані за 7 км від Еребуні . Залишки гілок стародавнього урартського водопроводу були виявлені при розкопках на пагорбі Арін-Берд. Водовід був ретельно прихований і мав також стратегічне значення, особливо на випадок облоги фортеці .
Також ретельно було організовано відведення стічних вод із фортеці. Наприклад, у великому внутрішньому дворі фортеці і в перистильному подвір'ї збереглися колодязі для збору дощової води з подальшим водовідведенням.
Вода з водоводу фортеці, ймовірно, не використовувалася в міських кварталах міста, так як її не вистачало. На території міста було виявлено кам'яний чан, що фільтрував воду з більш забруднених джерел . 

## Спадщина Еребуні
Фортеця Еребуні на пагорбі Арін-Берд, з деяким ступенем умовності, вважається (словами  Б. Б. Піотровського) «древнім ядром» сучасного Єревану. З одного боку, фортеця Еребуні була покинута урартами в VI столітті до н. е., а потім зайнята персами в V-IV століттях до н. е. і в IV столітті до н. е. остаточно позоставлене  . Відомо також, що після завоювання  імперії Ахеменідів Олександром Македонським грецький центр в  Вірменії вже знаходився поблизу сучасного Вагаршапату, за 20 кілометрів від Еребуні . Таким чином, немає прямого зв'язку між Еребуні покинутим в IV столітті до н. е. і Єреваном, що вперше згадується в 609 році нашої ери (але, можливо, вже існуючим з III століття нашої ери). З іншого боку, можливий етимологічний зв'язок між словами «Єреван» («Ерівань») і «Еребуні» (незважаючи на початкове читання «Ірпуні»), яка дозволяє допустити певний зв'язок між Еребуні і Єреваном . Крім цього, безсумнівним є культурний вплив Урарту на Вірменію в цілому, і на Єреван зокрема. Дослідники також бачать у перебудовах Еребуні епохи Ахеменідів і в срібних виробах цього часу, виявлених в Еребуні, сліди культурного впливу Урарту на Імперію Ахеменідів  . 

## Еребуні в наш час[коли?]
Усі археологічні роботи у фортеці Еребуні, що розташована на вершині пагорба, в наш час[коли?] законсервовано. Багато із об'єктів фортеці, включаючи великі ділянки фундаменту стін, фундаменти храмів є частково реставрованими. Окремі елементи храму бога Халді та господарських приміщень фортеці, де найкращим чином збереглися ділянки цегляної кладки, були фрагментарно реставрувані і частково реконструйовані, щоб продемонструвати відвідувачам принцип їх облаштування в урартські часи . 
У підніжжя північно-західної частини пагорба в 1968 році відкритий Музей «Еребуні», де зібрані знахідки як власне з Еребуні, так і з сусіднього Тейшебаіні, при цьому оригінали деяких найцінніших предметів матеріальної культури з обох міст замінені копіями, а самі предмети знаходяться в  Історичному музеї Вірменії, або в його запасниках .
На протилежному схилі пагорбу, де в урартські часи розташовувалися міські будівлі, в 2002 році відновилися археологічні розкопки, що фінансуються  Фондом Сороса, за участю вірменських й західних археологів . 
Слово «Еребуні»  є популярним в сучасній  Вірменії і часто використовується в назвах комерційних структур і торговельних марок. Один з районів Єревану носить назву «Еребуні», так само названо один з аеропортів цього міста.

## Виноски
1. ↑  Wiki Loves Monuments monuments database — 2017.
2. ↑   Відповідно до нового прочитання, наприклад див. Арутюнян Н. В., Оганесян К. Л. Новые урартские надписи из Эребуни // Вестник древней истории. — Москва, 1970. — № 3. — С. 107 — 112.. Раніше читалось урарт. URUir-pu-ú-ni, див. наприклад Мелікишвілі Г.О. Урартские клинообразные надписи. — Москва : Издательство АН СССР, 1960.). Детермінатив URU як і в інших клинописних мовах Месопотамії означає «місто».
3. ↑  Никольский М. В. Клинообразная надпись из Ганли-тапа около Эривани // Древности восточные. — Видавництво Московского археологического общества, 1894.
4. 1 2 3 4 5 6 7 8 9 10 11 12 13 14 15 16 17   ">Оганесян К. Л. Арин-Берд I, Архитектура Эребуни по материалам раскопок 1950–1959 гг. — Ереван : Видавництво АН Армянской ССР, 1961.
5. ↑   Піотровский Б.Б. Ванское царство (Урарту) / Орбелі Й.А. — Москва : Видавництво Східної літератури, 1959. — С. 22-23. — 3500 прим.
6. ↑   Компіляція  Б. Б. Піотровський на підставі публікацій Мелікишвілі Г.О. Урартские клинообразные надписи. — Москва : Издательство АН СССР, 1960. таОганесян К. Л. Арин-Берд (Ганли-тапа) — урартська крепость города Ирпуни // Известия академии наук Армянской ССР. — Ереван, 1951. — № 8.
7. ↑  Капанцян Г. Р. Новая клинопись // Коммунист : газета. — Ереван, 1950. — Т. X, № 4.
8. ↑   Шнірельман В.О.  / Войны памяти: мифы, идентичность и политика в Закавказье. — Москва : Академкнига, 2003. — С. 23. — 2000 прим. — ISBN 5-94628-118-6.
9. 1 2   Оганесян К. Л. Крепость Эребуни (782 г. до н.э.) / Піотровський Б. Б. — Єреван : Айастан, 1980. — 144 с. — 1500 прим.
10. ↑   Піотровский Б.Б. Ванское царство (Урарту) / Орбелі Й.А. — Москва : Видавництво Східної літератури, 1959. — С. 31. — 3500 прим.
11. 1 2 3   ">Ходжаш С. И., Трухтанова Н. С., Оганесян К. Л. Эребуни. Памятник Урартского зодчества VIII—VI в. до н. э. — Москва : Искусство, 1979.
12. 1 2 3   Каталог археологических предметов музея «Эребуни». — Ереван : видавництво Управления по охране памятников истории и культуры Республики Армения, 2002. — 80 с. — ISBN 99930-2-535-6.
13. 1 2 3   Ототожнення Хаті, урарт. Ḫāti, з  Мелітеною зроблено на основі Дьяконов І.М. Предыстория армянского народа. История Армянского нагорья с 1500 по 500 г. до н.э. Хурриты, лувийцы, протоармяне / Еремян С.Т. — Ереван : Издательство АН Армянской ССР, 1968. — С. 233. — 1000 прим. (рос.) та Дьяконов И. М. Малая Азия и Армения около 600 г. до н. э. и северные походы вавилонских царей // Вестник древней истории. — Москва : Наука, 1981. — № 2. — С. 34—63.
14. ↑   Переклад  Г. О. Мелікішвілі з книги: Мелікишвілі Г.О. Урартские клинообразные надписи. — Москва : Издательство АН СССР, 1960.
15. ↑   Насправді «susi-» —  урартський детермінатив, що ймовірно означає просто «храм», однак ця обставина ще не була відома вченим в початковий період розкопок у Еребуні, і за даним храмом бога Іварша у всій подальшій літературі збереглася умовна назва «Сусі».
16. ↑   Переклад  Г. О. Мелікішвілі зі статті: Меликишвили Г. О. К вопросу о хетто-цупаннийских переселенцах в Урарту // Вестник древней истории. — Москва, 1958. — № 2.
17. ↑   ">Меликишвили Г. А. К вопросу о хетто-цупаннийских переселенцах в Урарту // Вестник древней истории. — Москва, 1958. — № 2.
18. 1 2   Арутюнян Н. В. Биайнили (Урарту). — Ереван : Видавництво Академии наук Армянской ССР, 1970.
19. 1 2 3 4 5 6  Піотровский Б.Б. Ванское царство (Урарту) / Орбелі Й.А. — Москва : Видавництво Східної літератури, 1959. — 286 с. — 3500 прим.
20. 1 2  Лосева И. М. Раскопки цитадели урартского города Ирпуни // Краткие сообщения Института истории материальной культуры. — Москва, 1955. — № 58.
21. ↑   Оганесян К. Л. Крепость Эребуни (782 г. до н.э.) / Піотровський Б. Б. — Єреван : Айастан, 1980. — С. 91—113. — 1500 прим.
22. 1 2   Мартиросян А. А. Аргиштихинили. — Ереван : Видавництво АН Армянской ССР, 1974.
23. 1 2 3   Переклад  М. В. Арутюняна зі статтіАрутюнян Н. В. Оганесян К. Л. Новые урартские надписи из Эребуни / Вестник древней истории. — Москва, 1970. — № 3.
24. ↑   ">Оганесян К. Л. Раскопки урартского города Эребуни // Советская археология. — 1960. — № 3.
25. ↑   ">Лосева И. М. Новые археологические исследования отряда ГМИИ им. А. С. Пушкина на холме Арин-берд // Советская археология. — Москва, 1958. — № 2.
26. 1 2   ">Аракелян Б. Н. Клад серебряных изделий из Эребуни // Советская археология. — 1971. — № 1.
27. ↑   >Оганесян К. Л. Крепость Эребуни (782 г. до н.э.) / Піотровський Б. Б. — Єреван : Айастан, 1980. — С. 33. — 1500 прим.
28. ↑   Оганесян К. Л. Крепость Эребуни (782 г. до н.э.) / Піотровський Б. Б. — Єреван : Айастан, 1980. — С. 34. — 1500 прим.
29. ↑   Оганесян К. Л. Крепость Эребуни (782 г. до н.э.) / Піотровський Б. Б. — Єреван : Айастан, 1980. — С. 16. — 1500 прим.
30. ↑   James Russell. The Formation of the Armenian Nation // The Armenian People from Ancient to Modern Times. The Dynastic Periods: From Antiquity to the Fourteenth Century.. — New York : University of California, Los Angeles, St. Martin's Press. — Т. 1. — ISBN 0-312-10169-4.
31. ↑   Оганесян К. Л. Крепость Эребуни (782 г. до н.э.) / Піотровський Б. Б. — Єреван : Айастан, 1980. — С. 40. — 1500 прим.
32. ↑   Оганесян К. Л. Крепость Эребуни (782 г. до н.э.) / Піотровський Б. Б. — Єреван : Айастан, 1980. — С. 63-64. — 1500 прим.
33. ↑   Оганесян К. Л. Крепость Эребуни (782 г. до н.э.) / Піотровський Б. Б. — Єреван : Айастан, 1980. — С. 64. — 1500 прим.
34. ↑   Оганесян К. Л. Крепость Эребуни (782 г. до н.э.) / Піотровський Б. Б. — Єреван : Айастан, 1980. — С. 125. — 1500 прим.
35. ↑   Оганесян К. Л. Крепость Эребуни (782 г. до н.э.) / Піотровський Б. Б. — Єреван : Айастан, 1980. — С. 125-126. — 1500 прим.
36. ↑   Оганесян К. Л. Крепость Эребуни (782 г. до н.э.) / Піотровський Б. Б. — Єреван : Айастан, 1980. — С. 131-138. — 1500 прим.